# Campagne-lès-Guines
Campagne-lès-Guines é uma comuna francesa na região administrativa de Altos da França, no departamento de Pas-de-Calais. Estende-se por uma área de 5,72 km². Em 2010 a comuna tinha 458 habitantes (densidade: 80,1 hab./km²).